# Bodiluddelingen 1995
Bodiluddelingen 1995 blev afholdt i 1995 i Imperial i København og markerede den 48. gang at Bodilprisen blev uddelt.
Lars von Triers succesfulde tv-serie Riget var blevet klippet sammen til én lang film, som blev uddelingens store vinder, da den vandt prisen for bedste danske film og alle, med undtagen af én, skuespiller-kategorier, som gik til Ernst-Hugo Järegård, Kirsten Rolffes og Holger Juul Hansen. Dette blev ligeledes Triers tredje pris i kategorien for bedste danske film. Den polske Krzysztof Kieslowski modtager for tredje gang prisen for bedste europæiske film efter også have modtaget samme pris i 1990 og 1991, og han er dermed blandt én af de mest vindende instruktører i kategorien.

## Vindere
| Bedste mandlige hovedrolle            | Bedste kvindelige hovedrolle             |
| ------------------------------------- | ---------------------------------------- |
| - Ernst-Hugo Järegård for Riget       | - Kirsten Rolffes for Riget              |
| Bedste mandlige birolle               | Bedste kvindelige birolle                |
| - Holger Juul Hansen for Riget        | - Rikke Louise Andersson for Nattevagten |
| Bedste danske film                    | Bedste ikke-europæiske film              |
| - Riget af Lars von Trier             | - Short Cuts af Robert Altman            |
| Bedste europæiske film                | Bedste dokumentarfilm                    |
| - Rød af Krzysztof Kieslowski (Polen) | - ikke uddelt                            |

## Øvrige priser

### Æres-Bodil
- Niels Vørsel (manuskriptforfatter) for sit arbejde som manuskriptforfatter, bl.a. til Riget.